# Lijst van rijksmonumenten in Goirle (gemeente)
De gemeente Goirle telt 42 inschrijvingen in het rijksmonumentenregister. Hieronder een overzicht. 

## Goirle
De plaats Goirle telt 31 inschrijvingen in het rijksmonumentenregister. Zie Lijst van rijksmonumenten in Goirle (plaats) voor een overzicht.

## Riel
De plaats Riel telt 11 inschrijvingen in het rijksmonumentenregister.
| Object                                                                  | Oorspronkelijke functie?  | Bouwjaar                                      | Architect     | Locatie          | Coördinaten?                 | Nr.?   | Afbeelding                                |
| ----------------------------------------------------------------------- | ------------------------- | --------------------------------------------- | ------------- | ---------------- | ---------------------------- | ------ | ----------------------------------------- |
| Voormalige looierij                                                     | Industrie                 | ca. 1890                                      |               | Dorpstraat 43    | 51° 31' 38" NB, 5° 1' 24" OL | 516995 | Voormalige looierij                       |
| Woonhuis bij voormalige looierij                                        | Woonhuis                  | ca. 1895                                      |               | Dorpstraat 41    | 51° 31' 38" NB, 5° 1' 24" OL | 516996 | Woonhuis bij voormalige looierij          |
| St.Antonius Abt-kerk                                                    | Kerk en kerkonderdeel     | 1895                                          | P.J. van Genk | Kerkstraat 3     | 51° 31' 27" NB, 5° 1' 24" OL | 516998 | Meer afbeeldingen                         |
| R.K. pastorie met aangebouwd koetshuis van de St. Antonius-Abt parochie | Kerkelijke dienstwoning   | 1874                                          |               | Kerkstraat 1     | 51° 31' 27" NB, 5° 1' 24" OL | 516999 | Meer afbeeldingen                         |
| Langgevelboerderij                                                      | Boerderij                 | 1935 1980 (gerenoveerd)                       |               | Goorstraat 6     | 51° 29' 5" NB, 5° 0' 16" OL  | 517001 | Upload foto                               |
| Langdeelschuur                                                          | Boerderij                 | ca. 1870                                      |               | Goorstraat 6     | 51° 29' 5" NB, 5° 0' 16" OL  | 517002 | Upload foto                               |
| Voormalige leerlooierij "Vermeulen"                                     | Industrie                 | ca. 1900                                      |               | Kerkstraat 29    | 51° 31' 20" NB, 5° 1' 17" OL | 517013 | Voormalige leerlooierij "Vermeulen"       |
| St. Antonius-Abt pastorie/H.Hartbeeld                                   | Kerkelijke dienstwoning   | ca. 1920                                      |               | Kerkstraat bij 1 | 51° 31' 26" NB, 5° 1' 27" OL | 525653 | Meer afbeeldingen                         |
| Boerderij van het Kempische langgeveltype                               | Boerderij                 |                                               |               | Brakel 3         | 51° 30' 58" NB, 5° 0' 4" OL  | 7541   | Boerderij van het Kempische langgeveltype |
| Herenhuis                                                               | Woonhuis                  | 1883                                          |               | Kerkstraat 6     | 51° 31' 27" NB, 5° 1' 22" OL | 517012 | Herenhuis                                 |
| Zandeind (molenromp)                                                    | Industrie- en poldermolen | 1837 (bouw) 1927 (onttakeld) 1987 (namaakkap) |               | Zandeind 15F     | 51° 31' 43" NB, 5° 1' 12" OL | 527532 | Zandeind (molenromp)                      |

's-Hertogenbosch ·
Alphen-Chaam ·
Altena ·
Asten ·
Baarle-Nassau ·
Bergeijk ·
Bergen op Zoom ·
Bernheze ·
Best ·
Bladel ·
Boekel ·
Boxtel ·
Breda ·
Cranendonck ·
Deurne ·
Dongen ·
Drimmelen ·
Eersel ·
Eindhoven ·
Etten-Leur ·
Geertruidenberg ·
Geldrop-Mierlo ·
Gemert-Bakel ·
Gilze en Rijen ·
Goirle ·
Halderberge ·
Heeze-Leende ·
Helmond ·
Heusden ·
Hilvarenbeek ·
Laarbeek ·
Land van Cuijk ·
Loon op Zand ·
Maashorst ·
Meierijstad ·
Moerdijk ·
Nuenen, Gerwen en Nederwetten ·
Oirschot ·
Oisterwijk ·
Oosterhout ·
Oss ·
Reusel-De Mierden ·
Roosendaal ·
Rucphen ·
Sint-Michielsgestel ·
Someren ·
Son en Breugel ·
Steenbergen ·
Tilburg ·
Valkenswaard ·
Veldhoven ·
Vught ·
Waalre ·
Waalwijk ·
Woensdrecht ·
Zundert